# Europeiska smittskyddsmyndigheten

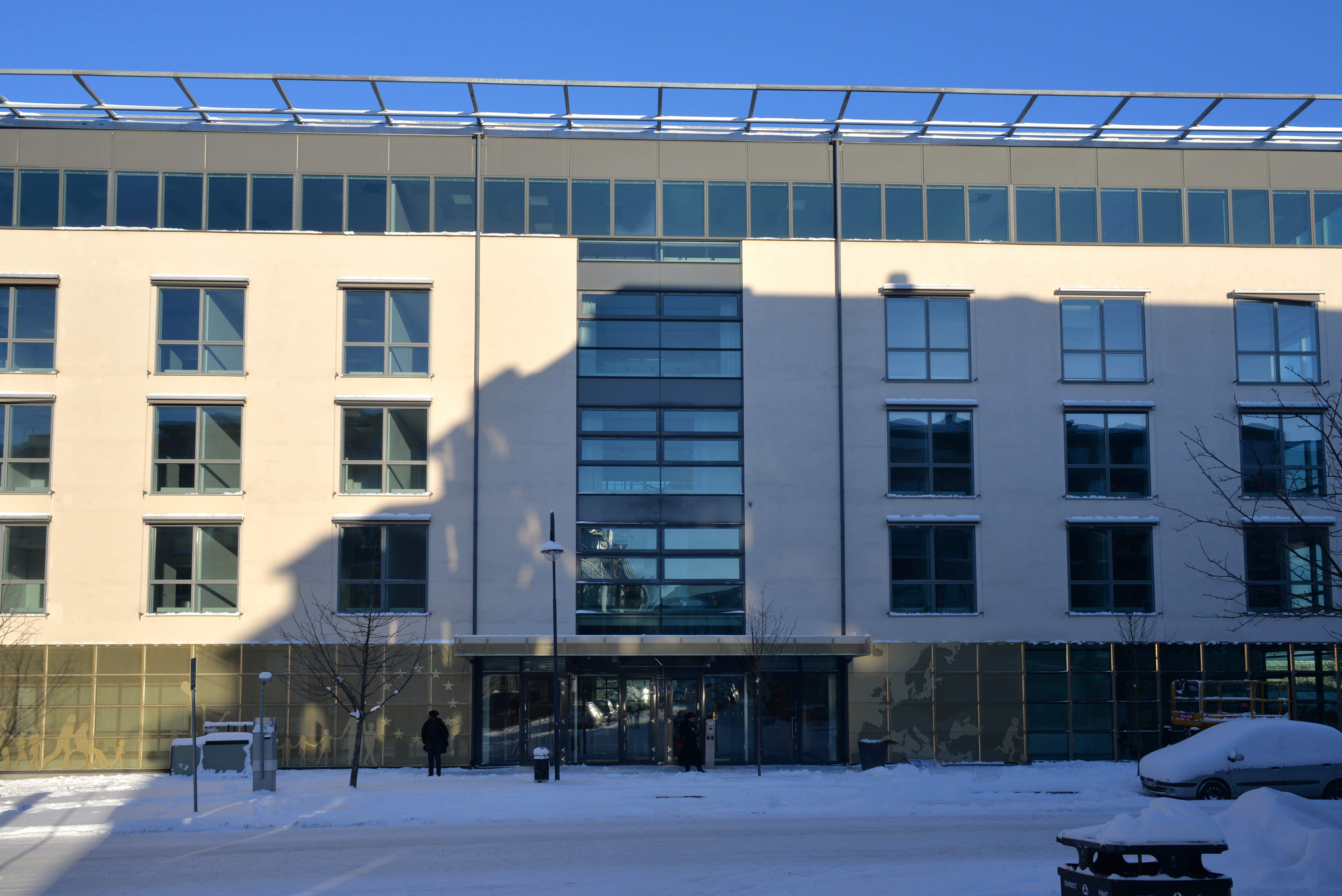
Huvudkontoret i Frösunda i Solna.

Europeiska smittskyddsmyndigheten, formellt Europeiska centrumet för förebyggande och kontroll av sjukdomar (engelska: European Centre for Disease Prevention and Control, ECDC), är en europeisk myndighet med ansvar för smittskyddssamarbetet inom Europeiska unionen. Myndigheten, som tidigare hade sitt säte i Tomtebodaskolan i Solna kommun och som nu är placerad i Frösunda i Solna, inledde sin verksamhet den 20 maj 2005. Vetenskaplig chef var från första början Johan Giesecke.

## Organisation
Direktören är chef och behöver inte vara medicinskt eller vetenskapligt utbildad utan har vad som liknats vid en ambassadörsroll. Direktören sätter prioriteringarna som skall råda inom organisationen. ECDC är indelat i fem enheter:
- Office of the Chief Scientist
- Surveillance and Response Support
- Public Health Capacity and Communication
- Resource Management and Coordination
- Information and Communication Technologies

## Verksamhet
ECDC har till uppgift att öka EU:s och medlemsstaternas kapacitet att skydda människors hälsa genom förebyggande och kontroll av infektionssjukdomar hos människa. Man har ingen direktivrätt eller dömande funktion utan arbetet bygger på samråd och råd till länderna, som skall handla på eget initiativ när utbrott av smittsamma sjukdomar hotar EU. De ansvarar för ett heltäckande och konsekvent agerande. ECDC samordnar och ger råd till medlemsstaternas, EU-institutionernas och berörda internationella organisationers verksamhet och följer upp att parterna uppfyller sina skyldigheter men har ingen direktivrätt. Smittskyddsinformation kanaliseras via medlemsländernas egna institutioner och ECDC ger inte information direkt till allmänheten. Man utarbetar och ger underlag för beslut som kommissionen skall fatta.
Samarbetet mellan kommissionen, ECDC och EU:s medlemsländer kan liknas vid förhållandena i Sverige mellan Socialstyrelsen, Folkhälsomyndigheten och regionerna. Det är medlemsstaterna som ombesörjer sjukvården på motsvarande sätt som regionerna gör det inom Sverige.

### Arbetsmetod

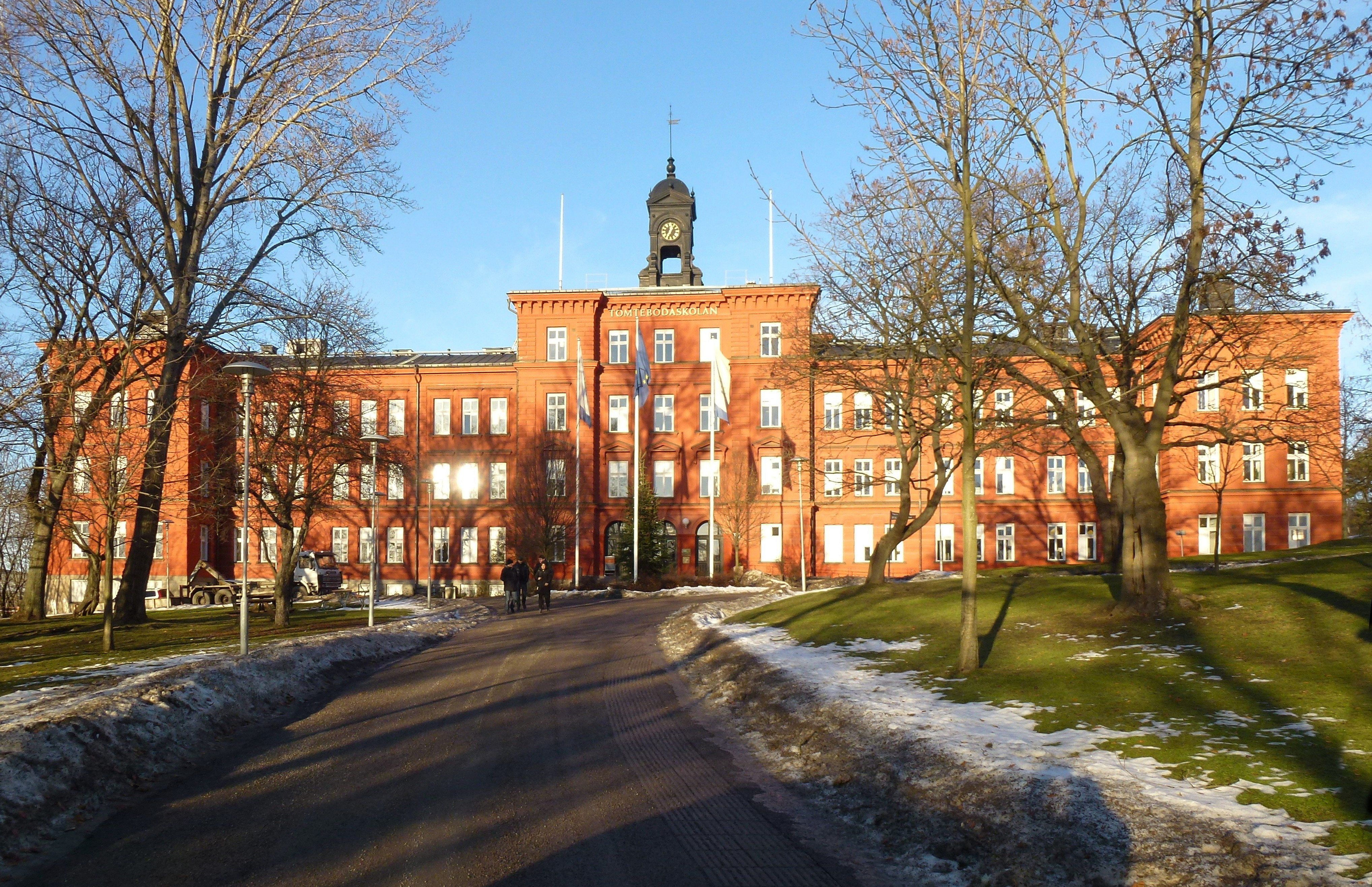
Tomtebodaskolan, tidigare lokal för huvudkontoret i Solna.

ECDC hämtar fortlöpande in information om smittsamma sjukdomar, sammanställer den, gör riskbedömningar och vidarebefordrar till respektive mottagare. Man arbetar också med scenarier för utbrott och vaccinationer. Dessa vidarebefordras sedan till respektive land, som får välja vilken strategi man avser ta. Ett konkret exempel på detta var vid "svininfluensan", H1N1-utbrottet 2009, där sedan de olika medlemsländerna valde olika strategi för att bekämpa utbrottet.

## Deltagande medlemsstater
Alla Europeiska unionens medlemsstater deltar i myndighetens arbete. Därutöver ingår även Island, Liechtenstein och Norge genom EES-avtalet.